# Natural England
Natural England è un ente pubblico non dipartimentale (NDPB) del Regno Unito sponsorizzato dal Dipartimento per l'ambiente, l'alimentazione e gli affari rurali (DEFRA), che ha la responsabilità di garantire che l'ambiente naturale dell'Inghilterra, compresi il territorio, la flora e la fauna, gli ambienti di acqua dolce e marina, la geologia e il suolo, siano protetti e migliorati. Ha anche la responsabilità di aiutare le persone a godersi, comprendere ed accedere all'ambiente naturale.

## Storia
Natural England è stata istituita il 1 ottobre 2006 dal Natural Environment and Rural Communities Act 2006, che ha implementato le raccomandazioni di una revisione rurale del barone Haskins di Skidby.
È stato formato dalla fusione di tre enti fondatori ricevendone poteri e prerogative:
- Countryside Agency: il paesaggio, gli elementi di accesso e ricreazione
- English Nature
- Rural Development Service: le funzioni di gestione ambientale del territorio del Dipartimento per l'Ambiente, l'Alimentazione e gli Affari Rurali (DEFRA)

Nel 2008, Sir Martin Doughty, il presidente di Natural England, ha avvertito il Primo Ministro del potenziale pericolo delle colture geneticamente modificate, tuttavia nel 2012, Poul Christensen, il suo successore, ha affermato che l'Inghilterra centrale dovrebbe abbracciare le nuove tecnologie come le colture geneticamente modificate purché ci siano test e garanzie adeguati.
Nel 2009 Natural England ha aderito al "progetto 10:10" nel tentativo di ridurre la propria impronta di carbonio. Un anno dopo ha annunciato di aver ridotto le sue emissioni di carbonio (secondo i criteri 10:10) del 13% .

## Ruoli e responsabilità
In quanto NDPB, Natural England è indipendente dal governo, tuttavia il Segretario di Stato per l'ambiente, l'alimentazione e gli affari rurali ha il potere legale di fornirgli orientamenti su varie questioni; un vincolo che non è stato posto sugli enti suoi predecessori.
I suoi poteri includono la definizione di boschi antichi, l'assegnazione di sovvenzioni, la designazione di aree di straordinaria bellezza naturale e siti di particolare interesse scientifico, la gestione di alcune riserve naturali nazionali, la supervisione dell'accesso all'area aperta e altri diritti di ricreazione e l'applicazione dei regolamenti associati. È anche responsabile dell'amministrazione di numerosi schemi e strutture di sovvenzione che finanziano lo sviluppo e la conservazione dell'ambiente naturale, ad esempio la tutela dell'ambiente, il Countryside Stewardship Scheme, le aree sensibili dal punto di vista ambientale e l'Access to Nature Scheme.
È responsabile della fornitura di alcuni degli accordi di servizio pubblico del DEFRA (ad esempio, invertire il declino a lungo termine del numero di uccelli nei terreni agricoli entro il 2020 e migliorare l'accesso del pubblico alla campagna).
Natural England prende i suoi servizi finanziari, risorse umane e immobiliari dall'organizzazione Defra Shared Services. I servizi di tecnologia dell'informazione sono esternalizzati a IBM.

## Attività
Natural England concentra le sue attività e risorse su quattro obiettivi strategici:
- un ambiente naturale sano
- godimento dell'ambiente naturale
- uso sostenibile dell'ambiente naturale
- un futuro ambientale sicuro

### Stato dell'ambiente naturale
Nel maggio 2008, Natural England ha pubblicato un rapporto, State of the Natural Environment, che ha riunito statistiche e fatti sull'ambiente in Inghilterra. Il rapporto doveva essere utilizzato dalle organizzazioni ambientaliste come punto di riferimento e fonte per lo sviluppo delle politiche. Integra rapporti su diversi argomenti prodotti da altre organizzazioni:
- su fatti e cifre ambientali, a cura dell'Agenzia per l'ambiente
- sui conteggi del patrimonio, dall'English Heritage
- sullo stato degli uccelli del Regno Unito, dalla Royal Society for the Protection of Birds
- sullo stato delle farfalle britanniche, a cura della Butterfly Conservation

### Attività fisica verde
Natural England ha finanziato otto progetti pilota di attività fisica nelle aree verdi attraverso partenariati regionali locali. Questi progetti hanno aumentato i livelli di attività fisica e le connessioni delle persone con gli spazi verdi locali, tuttavia non è stato chiaro se questi progetti cambino davvero gli atteggiamenti a lungo termine delle persone.

### Infrastrutture verdi
Natural England sta promuovendo il concetto di infrastruttura verde come un modo per fornire una vasta gamma di benefici per le persone e l'ambiente naturale insieme. Ritiene che le infrastrutture verdi debbano essere fornite attraverso il sistema di pianificazione territoriale, come parte integrante del nuovo sviluppo ovunque, e costituiscano anche una parte fondamentale delle proposte per rigenerare le aree urbane esistenti.
Natural England sta elaborando con i partner proposte per preparare e implementare strategie di infrastrutture verdi e dimostrare buone pratiche sul campo nelle aree di crescita, nei punti di crescita e nelle eco-città.
Natural England è uno dei partner del gruppo direttivo di Neighborhoods Green, un'iniziativa di partenariato per le infrastrutture verdi che collabora con i proprietari di immobili sociali e le associazioni abitative per evidenziare l'importanza e aumentare la qualità complessiva della progettazione e gestione di spazi aperti e verdi nell'edilizia popolare.

## Sfida legale
Natural England è stata contestata all'Alta Corte nel 2006 da Peter Boggis, un ingegnere in pensione che aveva protetto la sua casa dall'erosione marina. Natural England sosteneva che poiché il sito della casa di Boggis, a Easton Bavents a nord di Southwold sulla costa del Suffolk, era di speciale interesse scientifico (SSSI), realizzare una protezione della casa andava contro gli interessi della comunità scientifica. Natural England ha perso la causa nel 2009, quando il giudice Blair, fratello dell'ex primo ministro, ha stabilito che la "situazione umana" di Boggis era più importante dello status SSSI del sito. Natural England ha vinto il successivo ricorso nell'ottobre 2009.

## Rimozione della licenza generale
Il 23 aprile 2019, Natural England (NE) ha annunciato la revoca di tre licenze generali in Inghilterra per il controllo di alcuni uccelli selvatici attraverso l'utilizzo delle armi da fuoco. La rimozione è avvenuta senza consultazione o comunicazione. Queste licenze riguardavano sedici specie di uccelli, tra cui diverse specie di corvo, gabbiano e piccione, oltre a specie non autoctone come l'oca canadese e l'ibis sacro. Natural England ha preso la decisione a seguito di un ricorso legale da parte del gruppo ambientalista Wild Justice che ha messo in dubbio la legalità delle licenze generali. Ciò ha reso gli agricoltori temporaneamente incapaci di uccidere queste specie senza richiedere licenze individuali.
Il 26 aprile 2019 NE ha rilasciato la prima di una serie di licenze sostitutive, riguardanti l'uccisione di cornacchie nere, e ha annunciato l'intenzione di rilasciare ulteriori licenze nelle settimane successive. DEFRA ha rilasciato ulteriori licenze per la maggior parte delle specie coperte dalle licenze generali originali, ad eccezione della ghiandaia e del corvo comune.
Su richiesta di NE, il 4 maggio 2019 il Segretario per l'Ambiente Michael Gove ha assunto la responsabilità delle licenze generali emesse da Natural England.